# Gunung Sala (berg i Indonesien, lat 4,60, long 96,52)
Gunung Sala är ett berg i Indonesien.   Det ligger i provinsen Aceh, i den västra delen av landet, 1 700 km nordväst om huvudstaden Jakarta. Toppen på Gunung Sala är 1 878 meter över havet, eller 164 meter över den omgivande terrängen. Bredden vid basen är 0,99 km.
Terrängen runt Gunung Sala är huvudsakligen lite bergig.Runt Gunung Sala är det mycket glesbefolkat, med 6 invånare per kvadratkilometer. Det finns inga samhällen i närheten. I omgivningarna runt Gunung Sala växer i huvudsak städsegrön lövskog.